# 蔣相
蔣相（？—？），盛京人。1686年（康熙25年）接替沈朝聘，於台灣擔任台灣府台灣縣知縣。管轄約今台灣南部之嘉義縣、嘉義市、台南縣、市全境及高雄縣部份區域。該區域面積約為4500平方公里，也是清治時期台灣島之漢人集中地所在。
| 前任： 沈朝聘 | 台灣府台灣縣知縣 1686年上任 | 繼任： 王兆陞 |